# Katedra św. Piotra Apostoła w Iserni
Katedra św. Piotra Apostoła (wł. Cattedrale di San Pietro Apostolo) – rzymskokatolicka świątynia znajdująca się we włoskim mieście Isernia.
Katedra jest siedzibą diecezji Iserni-Venafro, parafii św. Piotra Apostoła oraz kapituły katedralnej.

## Historia
Pierwsza wzmianka o kościele pochodzi z 881 roku. Stoi na miejscu świątyni pogańskiej. W 1349 rozpoczęto odbudowę katedry, zniszczonej podczas trzęsienia ziemi. Nabożeństwa wznowiono w XV wieku za panowania biskupa Costantina Castrioty Scanderbega, a w XVI ukończono budowę dzwonnicy. W XVIII katedrę ozdobiono marmurem z inicjatywy Michelangela della Peruta, podczas remontu zniszczono wiele zabytkowych nagrobków.
Budynek został zniszczony podczas trzęsienia ziemi w 1805. Odbudową kierował Diodato Gomez Cardosa, a remontem wnętrza kierował ks. Gennaro Saladino. W 1903, za sprawą bpa Nicoli Marii Meroli, kościół wyłożono nieistniejącą obecnie kolorową, marmurową posadzką.
Katedra została zniszczona podczas II wojny światowej, odbudowano ją w latach 1963-1968 z inicjatywy bpa Achilla Palmeriniego. W 1984 została uszkodzona podczas trzęsienia ziemi.

## Architektura i wyposażenie
Świątynia barokowo-neoklasycystyczna, trójnawowa. Fasadę zdobi portyk i trzy portale wejściowe. Do wschodniej elewacji dostawiona jest średniowieczna wieża dzwonnicza na planie kwadratu, znana jako Arco di San Pietro. Podzielona gzymsami na 4 poziomy. W przyziemiu dzwonnicy znajduje się przejazd bramny, przez który przechodzi ulica Corso Marcelli. Na szczycie wieży znajdują się dwa dzwony wybijające godziny.

### IkonaMadonny della Luce
W kaplicy położonej się na lewo od ołtarza głównego znajduje się hodegetria autorstwa kreteńskiego ikonografa Marcosa Bathy. Wg. biskupa Giambattisty Lomelliny obraz znajdował się pierwotnie na wyspie Rodos. Został on wywieziony na Kretę w 1522 roku przez małżeństwo Pietra i Argentei Lomellinów (zamieszkujących Rodos genueńczyków, rodziców wcześniej wspomnianego biskupa) podczas ich ucieczki przed turecką inwazją. Obraz znajdował się w Kandii do 1528, kiedy Pietro wraz z rodziną przeniósł się do włoskiej Mesyny. Madonna miała uchronić ich przed sztormem. Ikona została odziedziczona przez Giambattistę, który po nominacji na biskupa Isterni w 1567 przywiózł obraz do miasta. Wizerunek umiejscowił w stworzonej przez siebie kaplicy Wniebowzięcia Najświętszej Maryi Panny, która znajdowała się prawdopodobnie w miejscu obecnej zakrystii katedralnej. Obraz ozdobiono dwiema koronami. W 1692 został przeniesiony do ołtarza głównego, gdzie wisiał nad obrazem św. Benedykta. Ikona cudem uniknęła zniszczenia podczas trzęsienia ziemi w 1805. Według części badaczy została ona schowana w zakrystii w 1799 w obawie przed kradzieżą, w wyniku czego została zapomniana. Dzieło odnaleziono w 1930, a w 1967 wizerunek uroczyście koronowano. Uroczystość ku czci Madonny obchodzona jest corocznie 10 maja.
Obraz ma wymiary 97,5 x 69,6 cm. Przedstawia on Marię z Nazaretu trzymającą dzieciątko Jezus, na które wskazuje swoją prawą ręką. Jezus udziela prawą dłonią aktu błogosławieństwa, a w lewej ręce trzyma zwój.

## Galeria

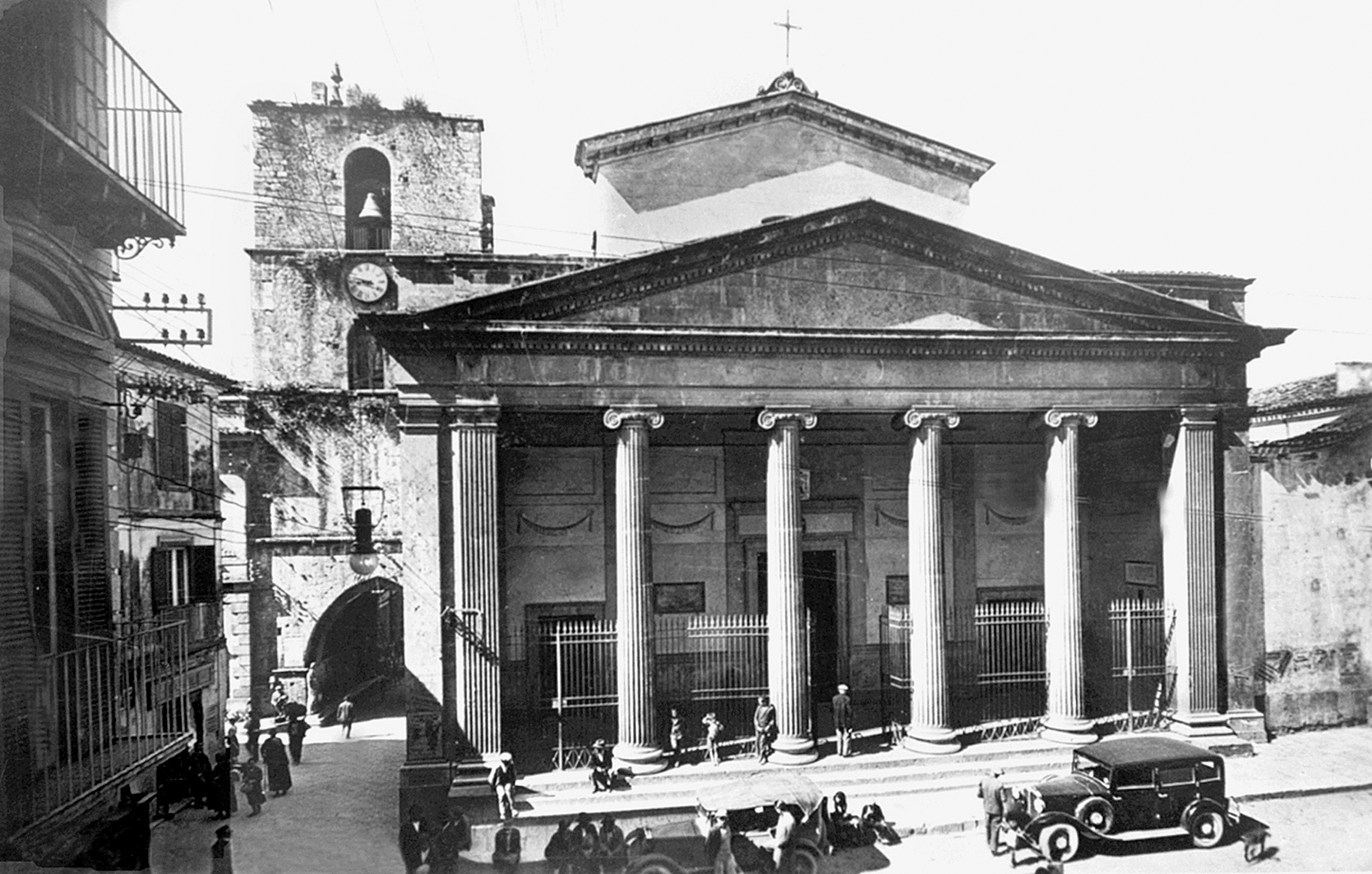
Katedra w 1925
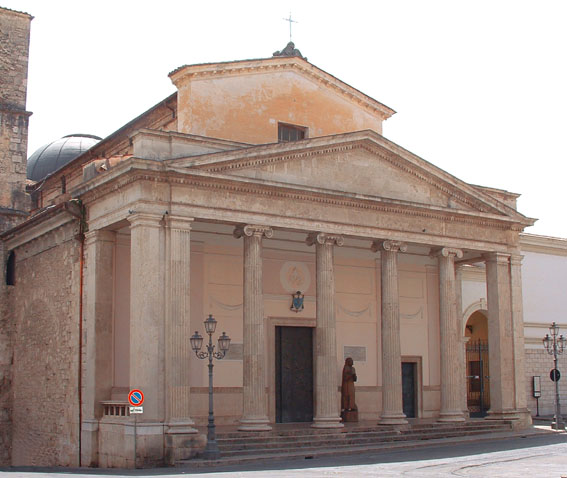
Portyk
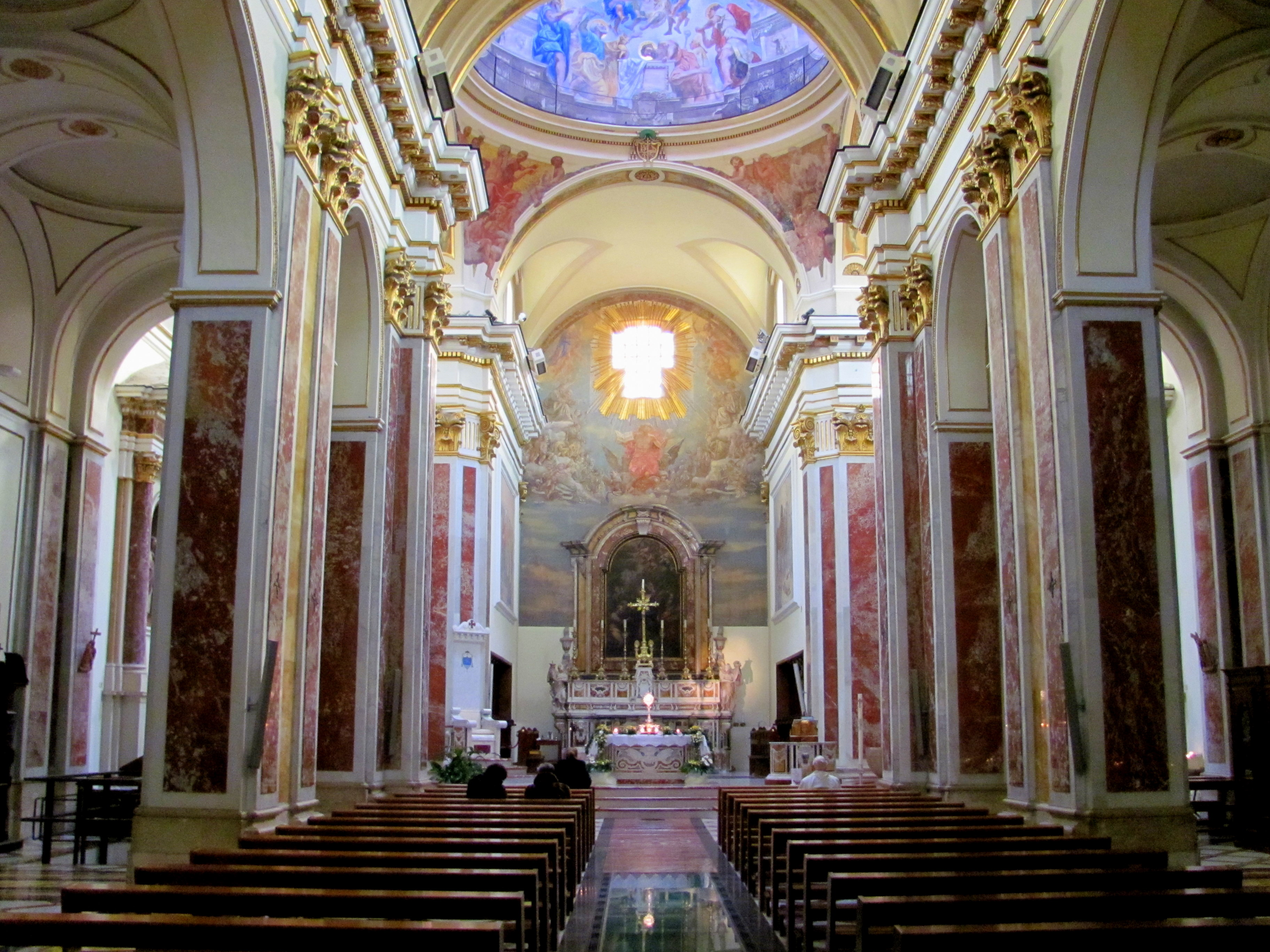
Wnętrze